# Monomitopus americanus
Monomitopus americanus är en fiskart som först beskrevs av Nielsen, 1971.  Monomitopus americanus ingår i släktet Monomitopus och familjen Ophidiidae. Inga underarter finns listade i Catalogue of Life.